# Boal (Spanje)
Boal is een gemeente in de Spaanse provincie en regio Asturië met een oppervlakte van 120,28 km². Boal telt 1.632 inwoners (1 januari 2016).

## Demografische ontwikkeling
Bron: INE, 1857-2011: volkstellingen

## Geboren in Boal
- Carlos Bousoño (1923-2015), dichter en literair criticus